# Pleasant Bay
Pleasant Bay är en ort i Kanada.   Den ligger i provinsen Nova Scotia, i den östra delen av landet, 1 200 km öster om huvudstaden Ottawa. Pleasant Bay ligger 27 meter över havet och antalet invånare är 258.
Terrängen runt Pleasant Bay är lite kuperad. Havet är nära Pleasant Bay åt nordväst. Runt Pleasant Bay är det mycket glesbefolkat, med 3 invånare per kvadratkilometer.. Det finns inga andra samhällen i närheten. 
I omgivningarna runt Pleasant Bay växer i huvudsak blandskog.